# IC 3019
IC 3019 је елиптична галаксија у сазвјежђу Береникина коса која се налази на листи објеката дубоког неба у Индекс каталогу.
Деклинација објекта је + 13° 59' 32" а ректасцензија 12h 9m 22,3s. Привидна величина (магнитуда) објекта IC 3019 износи 13,1 а фотографска магнитуда 14,1. Налази се на удаљености од 14,025 милиона парсека од Сунца. IC 3019 је још познат и под ознакама UGC 7136, MCG 2-31-38, CGCG 69-65, VCC 9, PGC 38624.